# Stattmatten
Stattmatten település Franciaországban, Bas-Rhin megyében. Lakosainak száma 756 fő (2022. január 1.). Stattmatten Dalhunden, Fort-Louis, Sessenheim és Rountzenheim-Auenheim községekkel határos.

## Népesség
A település népessége az elmúlt években az alábbi módon változott:
| Lakosok száma | 689  | 698  | 702  | 707  | 724  | 740  | 749  | 751  | 756  |
|               | 2013 | 2015 | 2016 | 2017 | 2018 | 2019 | 2020 | 2021 | 2022 |